# Holmsbu
Holmsbu er en landsby i Hurum kommune, Viken fylke i Norge. Landsbyen havde 306 indbyggere pr 1. januar 2015 og ligger på den vestlige side af Hurumlandet ved Drammensfjorden. Stedet fik status som ladested i 1847.
Mange kunstnere har været placeret i Holmsbu. Et resultat af dette er Holmsbu billedgalleri hvor flere kunstnere er repræsenteret, især maleren Henrik Sørensen.
I Holmsbu er butikker og flere restauranter. 2 km øst for landsbyen er et hotel og spa.
Landsbyen er, med sin fremragende marina, en populær destination for sommeren.